# جف ویدی
جف ویدی (انگلیسی: Jeff Withey؛ زادهٔ ۷ مارس ۱۹۹۰) بازیکن بسکتبال اهل ایالات متحده آمریکا است.
از باشگاه‌هایی که در آن بازی کرده‌است می‌توان به نیو اورلینز پلیکانز و یوتا جاز اشاره کرد.